# Vulsor occidentalis
Espèce
Vulsor occidentalis est une espèce d'araignées aranéomorphes de la famille des Viridasiidae.

## Distribution
Cette espèce est endémique de l'État de Rio de Janeiro au Brésil,. Elle se rencontre vers Petrópolis.

## Description
Le mâle holotype mesure 11,5 mm.

## Systématique et taxinomie
Cette espèce a été décrite par Mello-Leitão en 1922.

## Publication originale
- Mello-Leitão, 1922 : « Novas clubionidas do Brasil. » Archivos da Escola Superior de Agricultura e Medicina Veterinaria, vol. 6, p. 17-56.